# Nuth vasútállomás
Nuth vasútállomás vasútállomás Hollandiában, Nuth községben, Nuth településen.

## Vasútvonalak
Az állomást az alábbi vasútvonalak érintik:
- Sittard–Herzogenrath-vasútvonal

## Kapcsolódó állomások
A vasútállomáshoz az alábbi állomások vannak a legközelebb:
- Schinnen vasútállomás (északnyugat)
- Hoensbroek vasútállomás (délkelet)